# Ngambouo
Ngambouo est un village du Cameroun situé dans le département du Noun et la Région de l'Ouest. Il fait partie de l'arrondissement de Kouoptamo.
La réserve forestière de Ngambouo a été transférée à la commune de Kouptamo en 2014.

## Population
En 1967, la localité comptait 453  habitants, principalement Bamoun. Lors du recensement de 2005, on y a dénombré 5 398 personnes.